# Philippe Grollet
Philippe Grollet est un avocat né le 29 décembre 1950 à Neuilly-sur-Seine en France et décédé le 21 septembre 2011 à Lasne en Belgique.

## Biographie

### Une vie d'engagement pour la laïcité
Cet avocat au barreau de Bruxelles est licencié en droit de l’Université libre de Bruxelles (1975), et devient successivement président du Cercle du Libre Examen (Librex) de cette université de 1974 à 1975, président de Bruxelles laïque (1980-1986) et président du Centre d'action laïque,
De 1988 à 2007, il assume la présidence du Centre d'action laïque en Belgique ainsi que la coprésidence du Conseil central laïque. Le Centre d'action laïque est la branche francophone du Conseil central laïque, l'organisme représentatif de la communauté philosophique non confessionnelle auprès des autorités belges. Le Centre d'action laïque fédère en Belgique francophone les associations qui se réclament du libre examen, de la libre pensée et de la laïcité.
Il publie en 2005 Laïcité : utopie et nécessité coédité par Labor et Espaces de libertés.

### Les radios libres
Il est aussi, dans une carrière bénévole et parallèle (discrète à cause de sa profession d'avocat), l'un des personnages marquants de l'histoire de la radio FM belge des années 1980. Il est attendu chaque semaine par un public fidèle pour ses lectures de textes et mises en atmosphères insolites généralement diffusées en début de nuit. Il officie sur SIS (Station Indépendante Satellite) jusqu'en 1987, puis sur Radio Campus Bruxelles de 1987 à 1990, et enfin lors d'une journée d'hommage à "SIS" sur BXL (radio d'RTL sur Bruxelles en 2004-2006).

## Disparition
Son décès, seul et sans témoin dans son domicile de Lasne, a été annoncé par Le Soir le 21 septembre 2011.
Au lendemain de sa mort Pierre Galand, qui lui a succédé à la présidence du Centre d'action laïque, parlera de lui en ces termes : « En fait, plus qu’un libre exaministe, c’était un vrai libertaire tout en étant très libéral de pensée. Il se battait au fond avec acharnement pour la liberté de chacun mais poussait aussi très loin le refus du conformisme. »

## Vidéo
- Controverse, émission de RTL Belgique sur la polémique autour de la visite du pape Jean-Paul II, printemps 1995, youtube.